# Open Source Vulnerability Database
De Open Source Vulnerability Database (OSVDB) is een database met informatie over kwetsbaarheden in computersystemen en netwerken. Deze database is gemaakt door de gemeenschap, en wordt ook door haar onderhouden. Het doel hiervan is, betrouwbare, gedetailleerde, up-to-date en onbevooroordeelde technische informatie te bieden over dit soort kwetsbaarheden in informatiebeveiliging. Het project achter de OSVDB bevordert een verbeterde en open samenwerking tussen bedrijven en individuen, waardoor overbodig werk voorkomen wordt en kosten bespaard kunnen worden omdat bedrijven zelf niet dergelijke databases hoeven bij te houden.
Het hart van OSVDB bestaat uit een relationele database, waarin diverse soorten informatie ten aanzien van kwetsbaarheden in de informatiebeveiliging in een algemene open toegankelijke bron beschikbaar zijn. Hierbij wordt gebruikgemaakt van een MySQL database backend en verschillende applicaties die hiervan gebruikmaken.
Omdat bedrijven de informatie van OSVDB voor hun commerciële diensten bleven gebruiken, is de dienst in 2016 stopgezet.
Een enigszins vergelijkbaar project is dat van de Common Vulnerabilities and Exposures (CVE).

## Geschiedenis
Het project werd in augustus 2002 opgestart tijdens de Blackhat en DEF CON conferenties door diverse bekenden uit de beveiligingsbranche, waaronder H. D. Moore en rain.forest.puppy. Op 31 maart 2004 werd de database officieel beschikbaar gesteld aan het algemene publiek, onder leiding van vooral andere mensen.
De Open Security Foundation (OSF) werd opgericht om de ondersteuning van dit project te waarborgen. Brian Martin (ook bekend onder de schuilnaam Jericho), Chris Sullo (van Nikto) en Jake Kouns zijn projectleiders van het OSVDB project.
Het project is in april 2016 gestopt en de database is niet langer te benaderen.

## Proces van verwerking van nieuwe informatie
Rapporten over kwetsbaarheden, adviezen hierover en exploits die op diverse maillijsten rondgestuurd worden krijgen een nieuwe pagina en toevoeging aan de database. Deze toevoeging bestaat enkel uit een titel en links naar informatie op andere maillijsten die over informatiebeveiliging gaan. In dit stadium bevat de pagina nog geen gedetailleerde beschrijving van de kwetsbaarheid. Nadat de toevoeging zeer uitgebreid onderzocht, geanalyseerd en verfijnd is, worden een beschrijving ervan, en van de oplossingen en verdere notities toegevoegd aan de pagina. Vervolgens wordt de informatie door andere medewerkers van OSVDB langsgelopen en eventueel gecorrigeerd en aangevuld, en wordt de titel ook gecontroleerd. Zodra de versie van de pagina stabiel wordt geacht, wordt deze ook gepubliceerd. OP dat moment is de pagina zichtbaar voor het publiek.